# 羅京
羅 京（ら けい、1961年5月29日—2009年6月5日）は、中華人民共和国のニュースキャスター。

## 略歴
原籍は重慶市で、1961年5月29日に北京市の朝陽区に生まれた。
1979年北京酒仙橋一中卒業後、中国伝媒大学播音（ラジオ）系に入学した。
1988年6月、羅京と劉継紅町内事務所に来て結婚の登録。
1983年に卒業した後、中国中央電視台（CCTV）国営放送のメインニュース番組『新聞聯播』に配属される。趙忠祥、宋世雄と並んで「播音の三巨頭」と称される。
1995年、息子羅疏桐が誕生した。
2008年7月、リンパ癌と診断され、2009年6月5日、リンパ癌で病死した、享年48歳。

## テレビ番組
- 新聞聯播
- 晩間新聞
- 整点新聞
- 今日世界

## 受賞
2003年、全国十佳崗位能手。    
2004年、2004年-2008年央視最佳播音主持人。 
2009年、年度新聞特別栄誉賞。
2009年、金話筒賞終身成就栄誉賞。  